# علي يشار
علي يشار (بالتركية: Ali Yasar)‏ هو لاعب كرة قدم تركي، ولد في 8 مارس 1995 في بلجيكا. شارك مع منتخب بلجيكا تحت 18 سنة لكرة القدم. أما مع النوادي، فقد لعب مع ستاندارد لييج.

## وصلات خارجية
- علي يشار على موقع الاتحاد الأوربي (الإنجليزية)
- علي يشار على موقع الاتحاد البلجيكي (الإنجليزية)
- علي يشار على موقع اتحاد تركيا (لاعب) (الإنجليزية)
- علي يشار على موقع قاعدة بيانات كرة القدم.إي يو (الإنجليزية)
- علي يشار على موقع Soccerway.com (الإنجليزية)
- علي يشار على موقع عالم كرة القدم.نت (الإنجليزية)
- علي يشار على موقع AS.com (الإسبانية)